# Once Again (Barclay James Harvest)
Once Again è il secondo album della band rock britannica Barclay James Harvest, pubblicato nel 1971 dalla Harvest.

## Formazione
- John Lees - voce, chitarra
- Les Holroyd - voce, basso
- Stuart Wolstenholme - voce, tastiera
- Mel Pritchard - batteria

## Tracce
1. "She Said"
2. "Happy Old World"
3. "Song For The Dying"
4. "Galadriel"
5. "Mockingbird"
6. "Vanessa Simmons"
7. "Ball And Chain"
8. "Lady Loves"

## Tracce edizione rimasterizzata
1. "She Said"
2. "Happy Old World"
3. "Song For The Dying"
4. "Galadriel"
5. "Mockingbird"
6. "Vanessa Simmons"
7. "Ball And Chain"
8. "Lady Loves"
9. "White Sails (A Seascape)" Bonus track
10. "Too Much On Your Plate" Bonus track
11. "Happy Old World" Bonus track
12. "Vanessa Simmons" Bonus track
13. "Ball And Chain" Bonus track